# 泰坦3號D運載火箭
泰坦三D運載火箭為美國的一次性使用运载系统，於1971年至1982年間共發射22次，衛星屬KH-9及KH-11偵察衛星，改良自泰坦三C運載火箭，將C型的變軌級移除以增強低地球軌道的酬載能力。
泰坦三D運載火箭於1971年6月15日進行首次發射，酬載KH-9系列的第一枚衛星，於1982年退役後則由泰坦34D運載火箭接替發射任務，全部22次的發射地點皆為范登堡空軍基地4號太空發射複合體。